# Terminus (boek)
Terminus (Pools: Opowieści o pilocie Pirxie) is een verhalenbundel met sciencefictionverhalen uit 1968 van de Poolse schrijver Stanisław Lem.

## Verhalen
Dit is het tweede deel van de verhalenbundel over de avonturen van de ruimtepiloot Pirx.
Terminus bevat de volgende verhalen: 
1. Terminus
2. Pirx's verhaal
3. Het ongeval
4. De lijkschouwing (verfilmd als Test pilota Pirxa in 1979)
5. Ananke